# Disruptor
Disruptor est un jeu vidéo développé par Insomniac Games. Il s’agit d’un jeu de tir à la première personne sorti sur PlayStation le 30 novembre 1996. Il est édité par Universal Interactive Studios aux États-Unis et distribué par Interplay Productions en Europe et au Japon. L'accueil réservé par la critique est positif ; toutefois, le jeu subit un échec commercial.

## Trame
Le jeu se passe quelques années avant le XXIIIe siècle.
Le joueur incarne Jack Curtis, un soldat recruté parmi les meilleurs de sa promotion pour rejoindre le LightStormer Corps.
Jack est envoyé par téléportation à différents endroits de la galaxie (Mars, Io, Jupiter, Triton, etc.) et son grade ne cessera d'augmenter au fur et à mesure des combats ce qui lui attribuera de nouvelles capacités « psioniques ».

## Système de jeu
Disruptor est un jeu de tir à la première personne à un seul joueur (la presse le présentant comme un Doom-like). En outre, la caméra subjective se déplace sur un axe horizontal mais pas vertical. Le jeu comprend un total de treize niveaux, certains ponctués par des points de contrôle. Les actions du personnage jouable consistent à se déplacer, tirer dont straffer (en), sauter et interagir (par exemple avec des portes). Le jeu propose deux niveaux de difficulté : normal et difficile. Le dernier se résumant à des ennemis plus nombreux.
Le joueur dispose d'un arsenal afin d'éliminer les ennemis. Il est constitué d'armes futuristes et d'origine extra-terrestre comme le fusil laser, le fusil antimatière, et le pistolet de calibre 18 mm et dont les munitions sont disséminées sur la carte. Quelques armes ne s'utilisent qu'une seule fois, comme la lance à plasma ou le zodiaque, le joueur doit de nouveau les trouver car elles disparaissent après chaque utilisation. En revanche, ce sont les armes les plus destructrices du jeu. Les ennemis provoquent des dégâts plus ou moins importants envers le personnage et réduisent sa barre de vie. Les points de vie sont également récupérables en cours de partie à même le sol.
Le personnage est récompensé de capacités psychiques dites « psioniques » qui se débloquent au fur et à mesure de la progression du joueur dans le jeu,. L'utilisation de chacun de ces pouvoirs consomme des points « psioniques » variables en fonction de la capacité concernée. Par conséquent, il existe le Choc électrique pour éliminer un ennemi, puis la Guérison afin de soigner le personnage, ensuite l'Explosion au coût important en point qui occasionne des dégâts lourds et enfin le Bouclier qui protège temporairement le joueur. Toutefois, la capacité Drainage qui affaiblie un ennemi en lançant de petits orbes permet de reconstituer le capital de points « psioniques » du joueur.

## Développement
Disruptor est le premier titre du studio indépendant alors dénommé Xtreme Software. L'entreprise est fondée en février 1994 dans le comté de San Diego aux États-Unis par Ted Price. En effet, à la suite d'un diplôme à l’université d’Ivy League du New Jersey, Ted Price part en Californie où il rejoint son oncle au sein d'une entreprise de soins à domicile en tant que technicien médical. L'expérience n'est pas concluante et Ted Price quitte la société afin de se consacrer au monde du divertissement dont le jeu vidéo est, pour lui, la forme la plus pertinente. Ted Price débute son projet vidéoludique dès la création de son studio en s'essayant à l'animation 3D. Il prend uniquement son inspiration de Doom (1993), un jeu de tir en 3D révolutionnaire à l'époque. De l'aveu de Ted Price, il est lui même un grand fan de Doom. Par ailleurs, c'est toute l'industrie vidéoludique qui est prise d'un engouement pour les jeux de tir à la première personne semblables à Doom, ce qui inonde le marché de titres similaires (Doom-like). Le jeu est initialement développé sur la 3DO de Panasonic. En effet, selon Ted Price, il choisit cette option car la console possède « le premier système à base de CD vraiment viable sur le marché » et croit en son succès. De plus, une autre raison est le prix abordable des kits de développement de la console proposé par Panasonic.

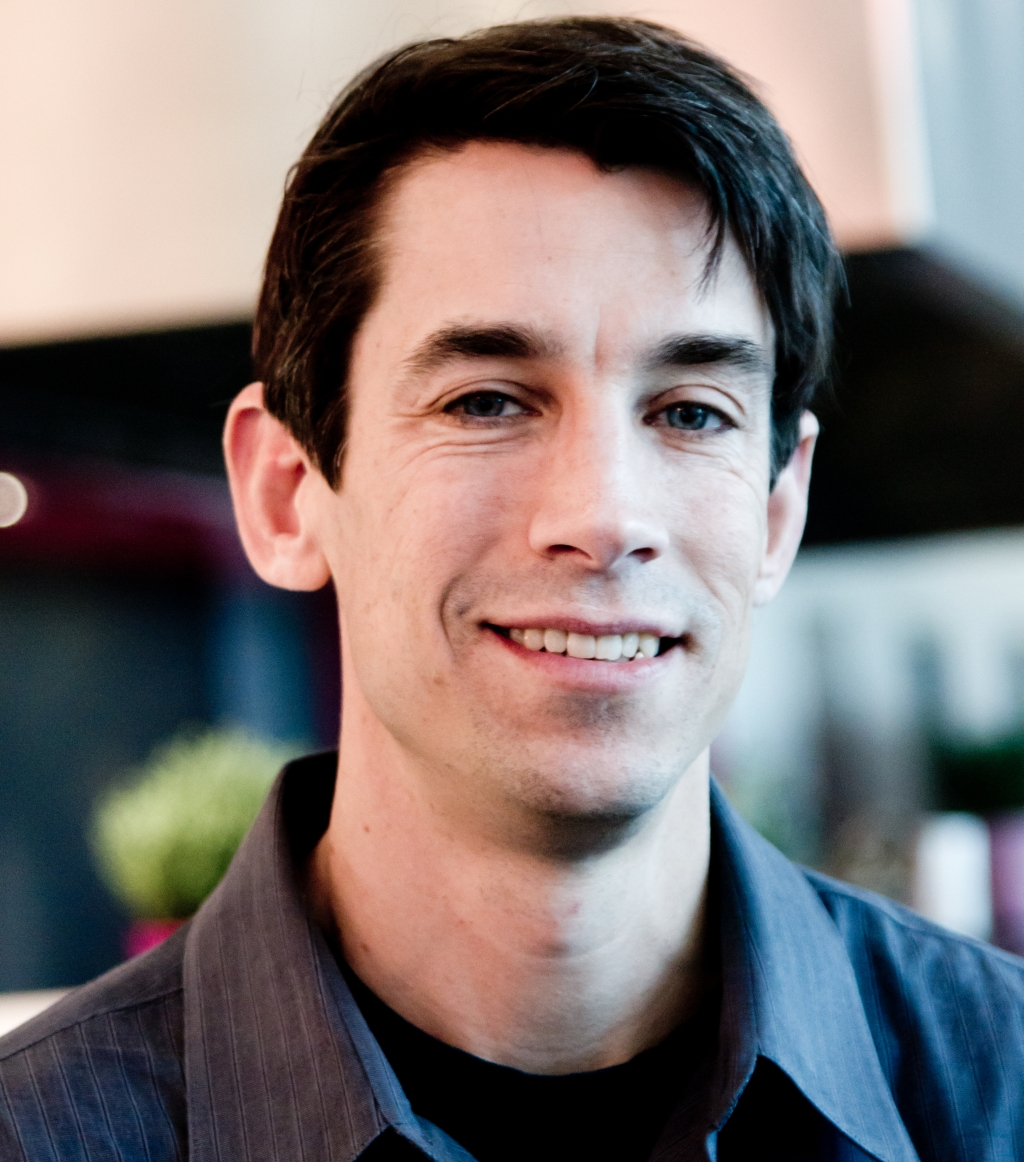
Ted Price (ici en 2013), fondateur d'Insomniac Games et l'un des concepteurs de Disruptor.

Toutefois, à la suite de plusieurs mois laborieux, Ted Price fait appel à Alex Hastings en juin 1994, lequel vient de terminer ses études en programmation informatique. Alors, Ted Price se charge de la partie visuelle et sonore tandis qu'Alex Hastings s'occupe entièrement de la programmation. Dans un entretien accordé à IGN, Alex Hastings estime que le studio a eu la chance de faire ses débuts à l'avènement de l'ère des jeux animée en 3D car malgré leur absence d'expérience « personne n'avait vraiment la main dessus à ce moment-là », si bien que la création d'un Doom-like leur semble faisable. Alex Hastings élabore le moteur de jeu en l'espace d'un mois.
De ce fait, le duo enregistre promptement une démo sur une cassette VHS en vue de la partager auprès d'un producteur en échange d'un financement puisque le petit studio est en manque de ressources financières. Or, la démo ne convainc quasiment aucun des éditeurs que le duo rencontre sur la côte ouest. Seul Mark Cerny, qui est alors producteur exécutif chez Universal Interactive Studios, leur propose un contrat sur trois jeux. En outre, Universal Interactive Studios est une récente filiale de Music Corporation of America (MCA). Elle est spécialement créée en janvier 1994 pour le développement et l'édition de jeux vidéo. Ainsi, le projet Disruptor représente pour Mark Cerny une opportunité de faire croître sa division.
Lorsque l'accord est conclu entre les deux parties, le duo fait l'acquisition d'une station de travail de Silicon Graphics. En parallèle, Brian Hastings est approché par son petit frère Alex et Ted Price afin qu'il se joigne à leur projet et dont ses compétences en programmation sont convoitées. Alors, à eux trois, ils mettent en place les bases de Disruptor, un jeu à l'ambiance sombre et obscure, adressé à un public mature,. Cependant, d'après Ted Price, cette phase est la plus difficile auquel l'équipe est confrontée : « ce que nous devions faire à ce stade, c'était vraiment apprendre à créer un jeu, parce que nous avons fait semblant de savoir comment faire pour parvenir à la démo ». En effet, le trio rencontre des difficultés à créer une première version jouable de Disruptor tandis que le studio est proche de la faillite. Ainsi, l'équipe décide de déménager dans le comté de Los Angeles et de renégocier le contrat avec Universal Interactive Studios. En outre, Mark Cerny donne des conseils au studio sur la manière d'aborder la conception d'un jeu. De plus, il participe à la création de certains niveaux de Disruptor.
Néanmoins, l'échec annoncé de la 3DO amène Universal Interactive Studios à recommander au studio un changement de plate-forme par crainte d'un faible volume de ventes. À cet instant, le studio est approché par Sony et Sega qui proposent comme alternative leur console respective, la PlayStation et la Saturn. Toutefois, Universal, par l'intermédiaire de Cerny, préconise la console de Sony et le studio délaisse la Saturn. Une fois le changement acté, Alex Hastings reconverti le moteur du jeu, en moins d'un mois, afin qu'il fonctionne exclusivement sur PlayStation. Le jeu tourne à trente images par seconde.
Au cours des deux années de développement, Xtreme Software est constitué au maximum de sept collaborateurs. Les graphismes sont en partie le travail de Craig Stitt, recruté au sein du studio.
En ce qui concerne le soutien de la part d'Universal Interactive Studios, les musiques sont composées par le français David Bergeaud. De plus, les scènes cinématiques du jeu sont en full motion video dont Catherine Hardwicke est à la direction afin de les réaliser avec des acteurs en prises de vue réelles.
À quelques jours de l'annonce du jeu à la presse, Xtreme Software est contraint de modifier rapidement son appellation puisqu'une autre société utilise déjà le terme « Xtreme ». L'équipe aurait passé plusieurs jours à retrouver un nom ; puis, à la suite de nuits courtes le studio est renommée Insomniac Games (un jeu de mots avec insomniaque — un trouble du sommeil). 
Finalement, Disruptor sort le 30 novembre 1996 aux États-Unis. Universal Interactive Studios n'offre qu'un léger soutien marketing au jeu. En Europe et au Japon, il est distribué par Interplay Productions dont la maison mère d'Universal (MCA) détient une participation minoritaire importante,.

## Accueil

### Critiques
Disruptor est jugé facile, même au niveau de difficulté le plus haut.
Selon un article de Jeuxvideo.com, Disruptor est bien accueilli par la presse spécialisée, mais le jeu passe inaperçu aux yeux du public.
Selon un article d'IGN, la réception du jeu est positive parmi les autres développeurs. En outre, après la sortie du jeu lors du Game Developers Conference, Ted Price rapporte que John Romero (cocréateur de Doom) s'est approché du stand d'Insomniac Games où il s'est enjoué de la présentation de Disruptor.
D'après un article du site Écran Large, le jeu aurait plutôt reçu des critiques mitigées.
Pour GameSpot, Disruptor est « un jeu au-dessus de la moyenne pour les clones de Doom vus sur la PlayStation ».

### Ventes
Le jeu est un échec commercial avec 200 000 copies vendues. Il passe inaperçu auprès des joueurs, à cause de la sortie de nombreux autres jeux 3D à succès, publiés la même année tels que Tomb Raider, Tekken 2 ou encore Crash Bandicoot.

## Postérité
Insomniac Games ressort mitigé du développement de Disruptor et le considère comme un « outil d'apprentissage ». Dans un entretien accordé à IGN, Ted Price estime que le studio s'est familiarisé rapidement avec la conception parfois difficiles d'un jeu. De plus, si Alex Hastings ajoute être fier du jeu, lui et Price admettent cependant que les cinématiques sont l'une des plus mauvaises idées du jeu à cause de son aspect « petit budget ». Finalement, Price et Hastings reconnaissent que l'équipe est ressortie « un peu déprimée » du développement du jeu. Ce sentiment s'est accentué par les faibles ventes de Disruptor si bien qu'une suite n'est pas envisagée. Par conséquent, Insomniac Games tourne rapidement la page et les développeurs souhaitent créer un nouveau jeu complètement différent, à l'opposée de Disruptor, avec une ambiance familiale et colorée, ce qui aboutira à Spyro the Dragon.
Néanmoins, Insomniac Games développera à nouveau des jeux de tir à la première personne avec la série Resistance (2006).
En 2018, la rédaction du site Den of Geek mentionne le jeu en 31e position d'un top 60 des jeux PlayStation sous-estimés : « Disruptor est un excellent exemple, très tôt, d'un bon FPS console ailleurs que sur N64 ; c'est un des meilleurs FPS sortis sur PlayStation »,.
En 2021, le site Jeuxvideo.com le classe parmi les « 10 excellents jeux PS1 [...] oubliés ».